# Xã Marion, Quận Jasper, Missouri
Xã Marion (tiếng Anh: Marion Township) là một xã thuộc quận Jasper, tiểu bang Missouri, Hoa Kỳ. Năm 2010, dân số của xã này là 15.137 người.